# Phong lá nho
Phong lá nho (danh pháp khoa học: Acer circinatum) là một loài thực vật thuộc chi Phong, họ Phong. Loài này được Pursh miêu tả khoa học đầu tiên năm 1813. Đây là loài bản địa tây Bắc Mỹ, từ tây nam British Columbia đến bắc California, thường trong vòng 300 km của bờ Thái Bình Dương, được tìm thấy dọc theo Hẻm núi sông Columbia và rừng duyên hải Tây Bắc Hoa Kỳ..
Tại các khu vực này, màu đẹp ngoạn mục về mùa thu của lá phong chủ yếu là do loài phong lá nho đã thu hút khách du lịch và các nhà nhiếp ảnh.

## Hình ảnh

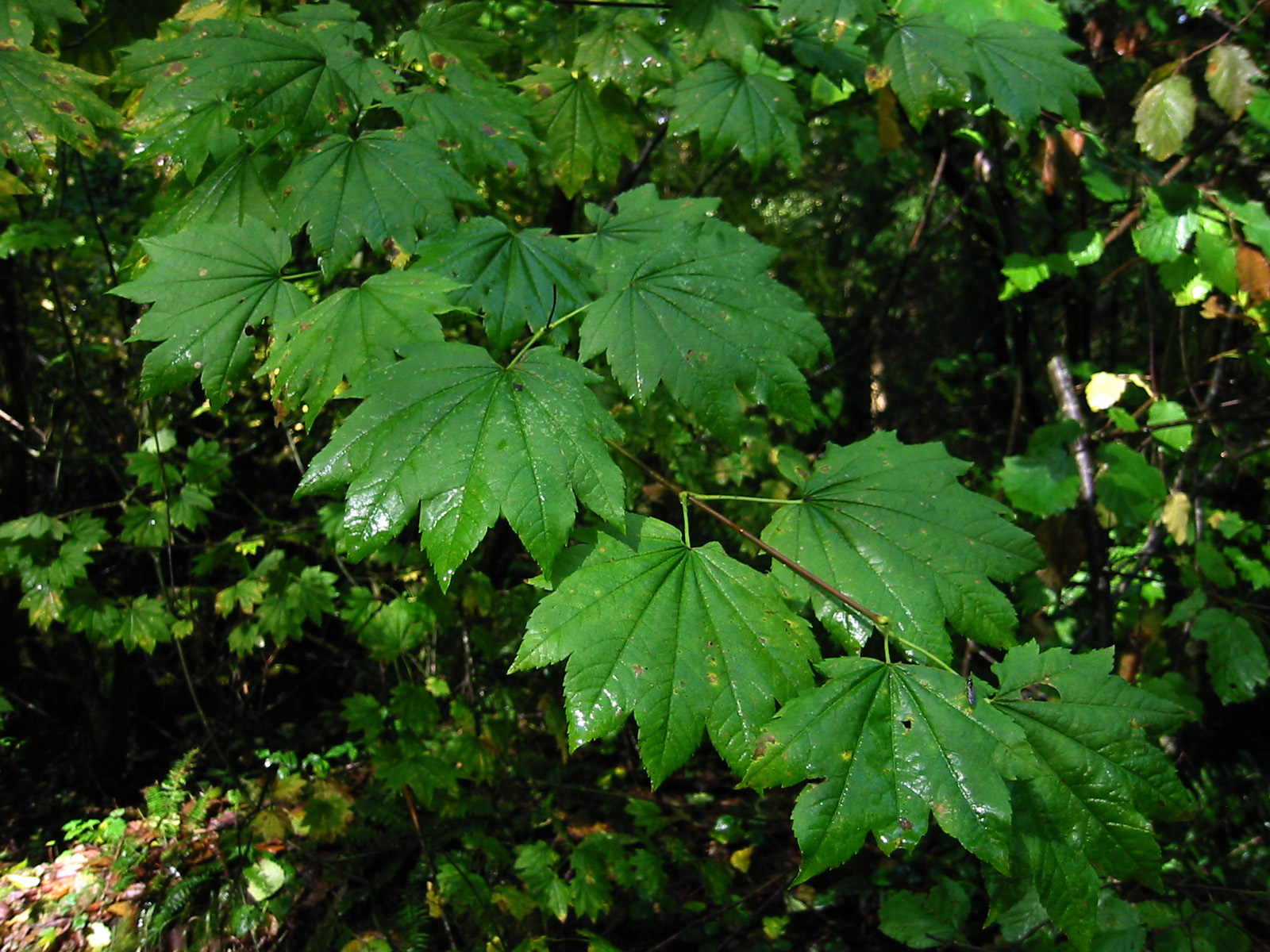
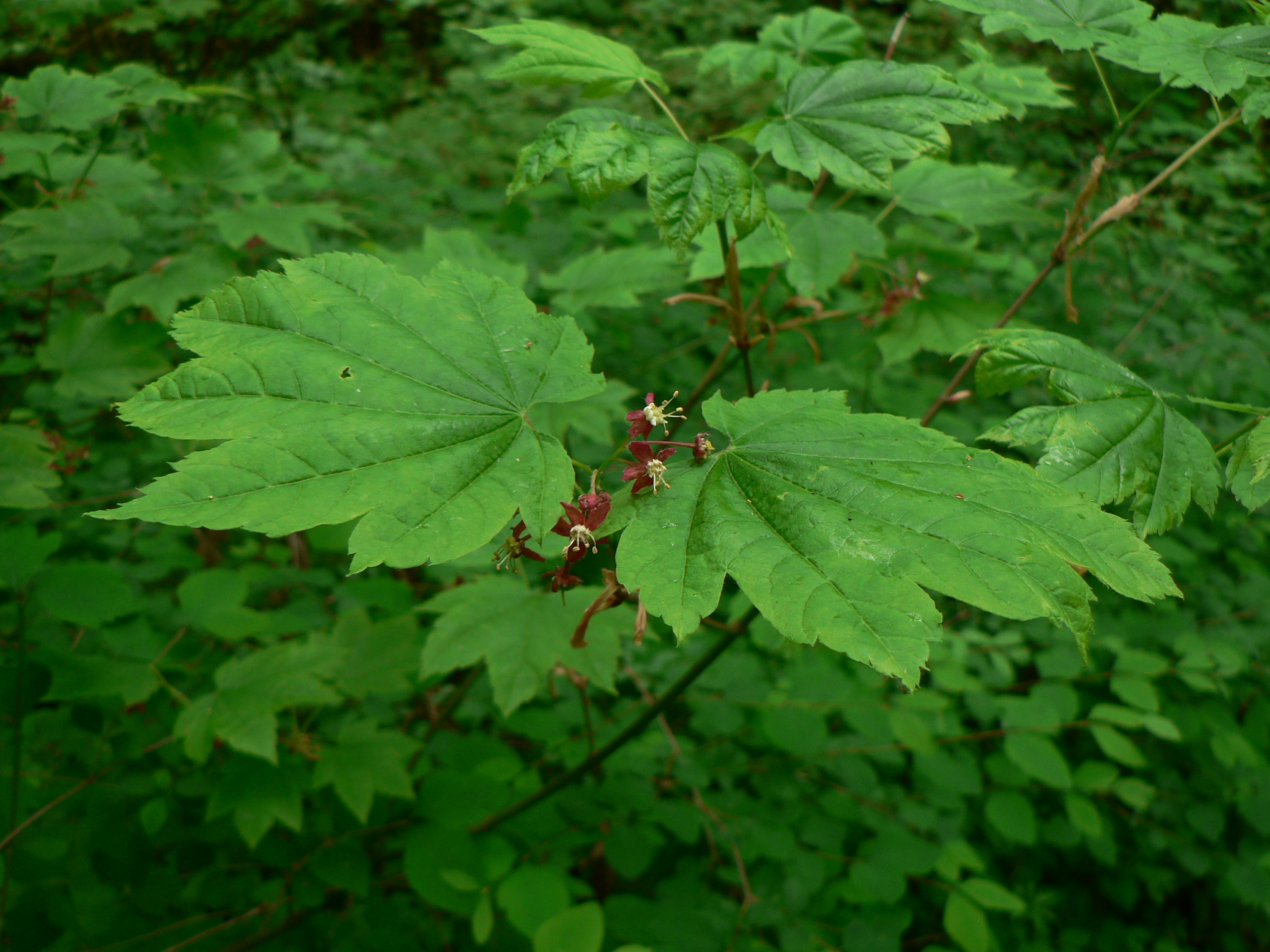
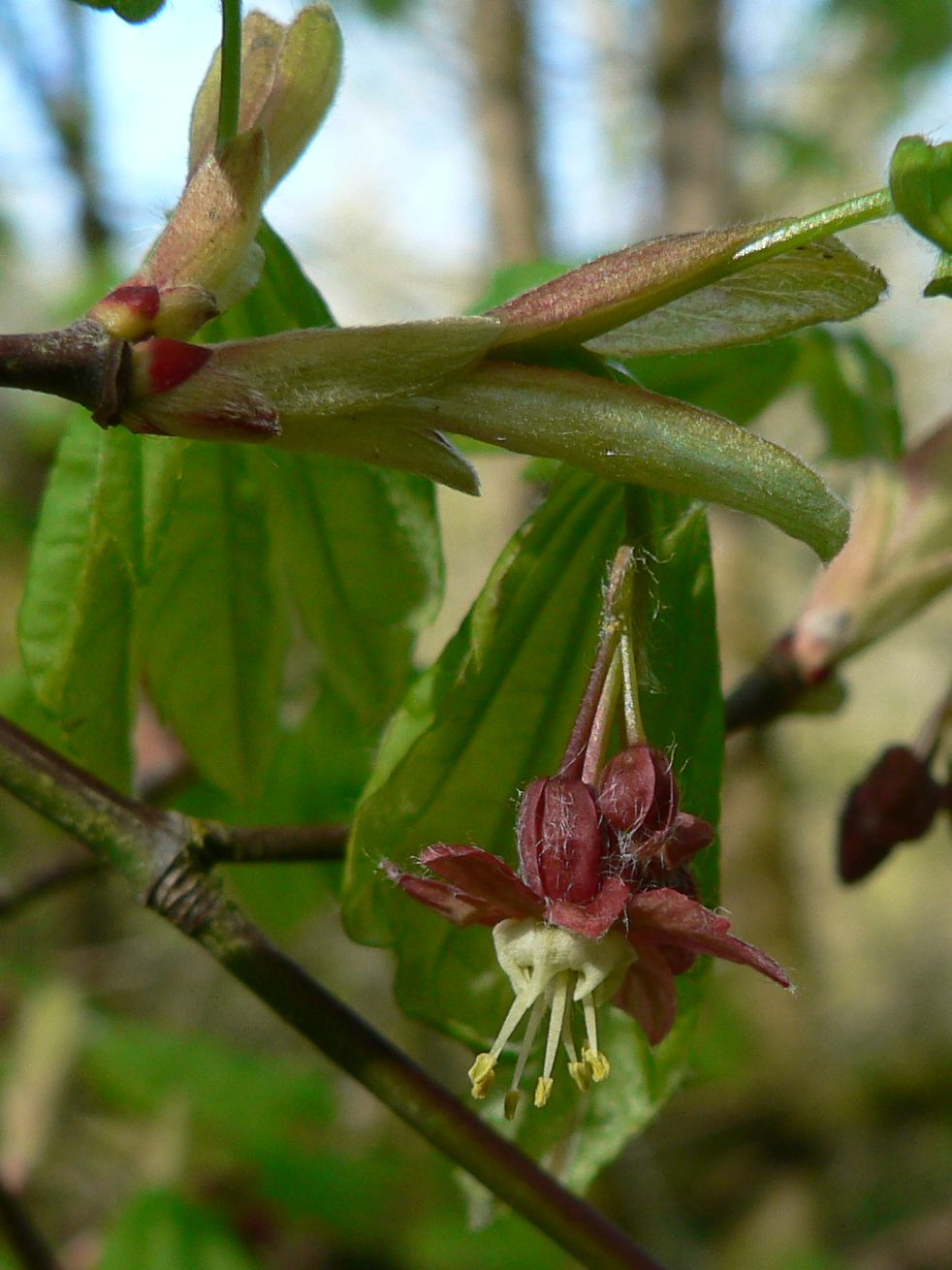
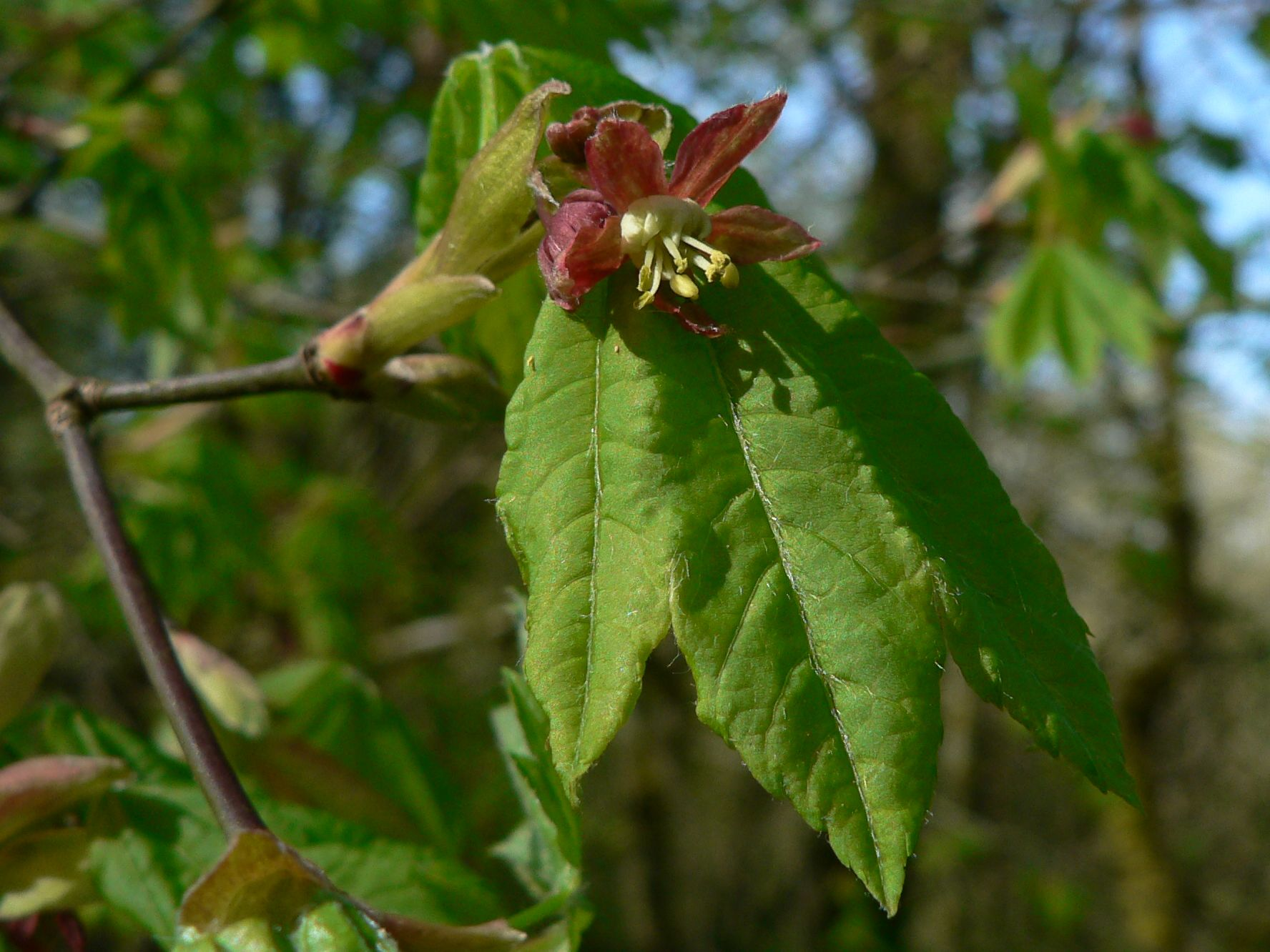
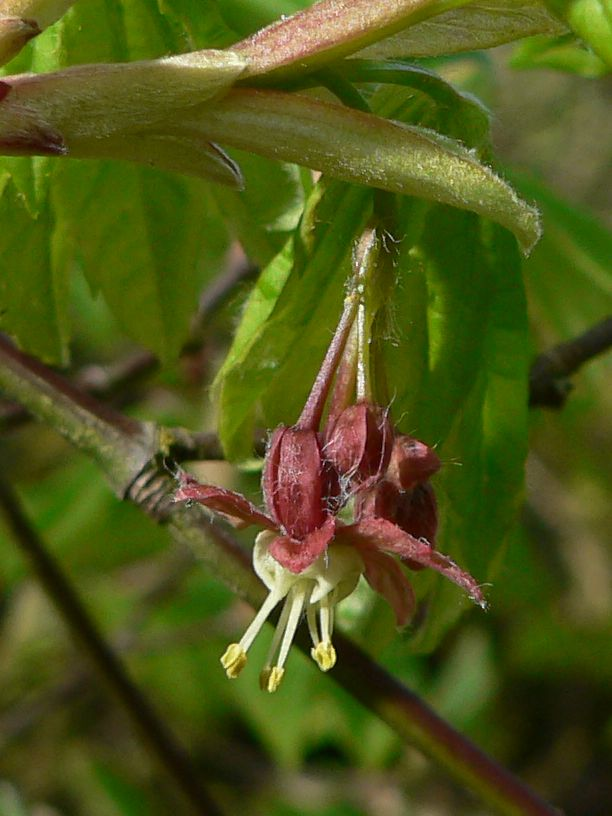